# ТВ5 Солитер
43° 19′ 08″ N 21° 54′ 34″ E / 43.31889° С; 21.90944° И
ТВ5 Солитер је највиша зграда у Нишу и највиша зграда изван Београда. Саграђена је 1973. године и изградњу је финансирала Југословенска народна армија.
Од 20 спратова, 18 су стамбени а остали су углавном пословни. На тих 18 стамбених спратова, смештено је 144 стана. На сваком спрату има по 8 станова, од који су 6 већи (70-100 квадрата) и 2 мања (50-70 квадрата). У овој згради живи између 400 и 500 људи.
Годину дана након одласка ТВ 5 из зграде, њихова светлећа реклама при врху зграде је престала да светли, а због неодржавања слово Т је испало, па се погледом из даљине може погрешно закључити да се солитер зове B5 (бе-5, или в5).

## Карактеристике
ТВ5 Солитер представља највишу зграду у Нишу и шесту по висини у Србији. Тринаеста је по висини на Балкану. Налази се близу почетка Булевара доктора Зорана Ђинђића. Висока је 81 метар и има 20 спратова. У згради постоји 18 стамбених спратова са 144 стана и 8 пословних спратова. ТВ5 Солитер има 3 лифта од којих је један велики и може понети велику тежину, и два мања од којих је један непарни, а један парни. Лифтови у овој згради иду брзином од 3 метра у секунди. Заједно са Ауто-Кућом и Хотел Амбасадором спада у највише зграде у Нишу.

## Историја
ТВ5 Солитер је једна од десет зграда направљених дуж Булевара доктора Зорана Ђинђића, званих Жути Солитери, чију је изградњу финансирала ЈНА. 
Изградња је започета 1972. године и првих 6 месеци изградње је извлачена вода из земљишта. Током других 6 месеци се зидала ова зграда. Усељење је започето децембра 1973. године. Када је завршена, постала је друга највиша зграда у Србији. Једина виша зграда је била Ушће Кула. Ова зграда је била намењена ветеранима из Другог светског рата. Убрзо након изградње, у приземље и прва 3 спрата се уселила продавница Вартекс, те је зграда добила име Вартексов солитер или Вартексов небодер, углавном због светлеће рекламе на крову. У другом делу приземља се уселила врањска фирма Симпо, а поред Вартекса, отворила се продавница Шипад. 
Неколико година након тога, на последња четири спрата се уселила нишка ТВ5 и поставила своју светлећу рекламу. Тада је ова зграда добила надимак ТВ5, односно, Петица. Студио ове телевизије се налазио у овој згради до 2009. године након чега је пребачена у нишки тржни центар Калча. На крову је остала светлећа реклама, али је годину дана након одласка телевизије престала да светли, а због неодржавања, слово Т је испало, које и данас недостаје.